# Adam Hofman
Adam Hofman (Kalisz; 23 de Maio de 1980 — ) é um político da Polónia. Ele foi eleito para a Sejm em 25 de Setembro de 2005 com 10994 votos em 37 no distrito de Konin, candidato pelas listas do partido Prawo i Sprawiedliwość.